# José Maria Tapajós
José Maria Tapajós (Santarém, 28 de agosto de 1956) é um empresário e político brasileiro, filiado ao Movimento Democrático Brasileiro (MDB) e atual prefeito de Santarém. Foi deputado estadual do Pará entre 2021 e 2023.

## Biografia
Nascido em Santarém, José Maria Tapajós foi eleito vereador na cidade, tornou-se presidente da Câmara Municipal quatro vezes seguidas. Após uma candidatura não bem sucedida a prefeito de Santarém na eleição municipal de 2012, foi eleito vice-prefeito em 2016 na chapa de Nélio Aguiar, sendo reeleito em 2020.  
Concomitantemente, buscou eleição como deputado estadual, nas eleições de 2014 concorreu pelo PHS, disputou novamente das eleições de 2018 e obteve 26.286 votos pelo PL, ficando como suplente. Assumiu o cargo de deputado estadual no começo de 2021 com a eleição de Renato Ogawa como prefeito de Barcarena. 
Se filiou ao MDB em 2024.

## Carreira política

### Vereador de Santarém (1999-2013)
José Maria Tapajós foi vereador por seis mandatos, ocupando por quatro vezes a presidência da casa. 

### Candidatura à Prefeitura de Santarém em 2012
José Maria Tapajós foi um dos 5 candidatos a Prefeitura de Santarém, foi o terceiro candidato com mais votos na eleição. 

### Vice-prefeito de Santarém (2017-2021)
Ele foi selecionado para ser o vice na chapa de Nélio Aguiar, foi eleito em 2016 e reeleito em 2020. 

### Deputado estadual do Pará (2021-2023)
Em 2018, ele se candidatou a deputado estadual, obtendo a suplência do PL com 26 mil votos, foi mais votado nos municípios de Santarém, Curuá e Mojuí dos Campos.
Com a renúncia de Renato Ogawa, ele se tornou deputado estadual. 

### Prefeito de Santarém (2025)
Em 2024, se candidatou pela segunda vez à prefeitura de Santarém em uma grande coligação, unindo partidos como o PT, PCdoB, PV, PODE, PDT, PSB, PSD, REPUBLICANOS, UNIÃO, PP, PRD e DC. Terminou na primeira colocação no primeiro turno com 94.321 votos válidos (49,73%) e venceu no segundo turno com 92.628 votos válidos (52%), em uma disputa acirrada contra Juscelino Kubitschek (PL), mais conhecido como JK do Povão.

## Vida pessoal
Tapajós é casado com Delvalita Tapajós, um dos seus filhos, Tapajós Junior, é vereador em Santarém.